# Centro político en Venezuela

Brújula política, usada para clasificar ideologías políticas. Arriba el centro autoritario y abajo el centro liberal.

El centro político en Venezuela jugó un papel preponderante en el siglo XX, alejándose de los movimientos y políticas de extrema izquierda y extrema derecha que suscitaron antes y después de la Guerra Fría. Actualmente numerosos partidos se identifican en el espectro que va desde la centroizquierda (representada históricamente por la socialdemocracia) a la centroderecha (representada históricamente por la democracia cristiana).
Los partidos que encarnaron estos movimientos en democracia en el siglo XX fueron Acción Democrática (AD), que gobernó el país por más de veinte años no consecutivos, y Copei y Convergencia, liderados inicialmente por Rafael Caldera, gobernaron quince no consecutivos. En la actualidad algunos de los partidos políticos preponderantes del centro provienen de escisiones de estos partidos. 
Desde la dictadura de Marcos Pérez Jiménez partidos identificados a lo largo del centro político y sus variantes, como Acción Democrática (AD) y Unión Republicana Democrática (URD) fueron proscritos, mientras que otros como Copei sufrieron represión. Tras ser nuevamente legalizados en 1958, a partir del gobierno de Nicolás Maduro se han intervenido partidos políticos autoproclamados en el espectro del centro político, como Copei, AD, Primero Justicia (PJ), y Voluntad Popular (VP).
El entonces presidente de la Asamblea Nacional (AN), Juan Guaidó, perteneciente al partido del lado opositor al oficialismo, VP, fue considerado presidente interino por la AN y parte de la comunidad internacional durante la crisis presidencial entre 2019 y 2023.

## Socialdemocracia

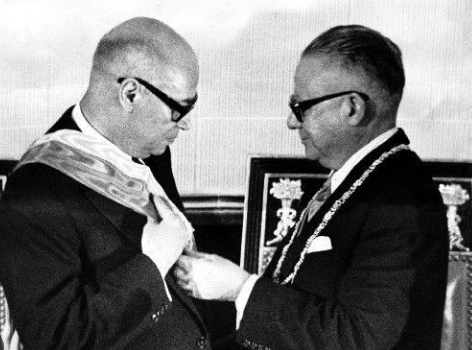
Rómulo Betancourt y Raúl Leoni iniciaron una era socialdemócrata.

Debido a las reformas democráticas del gobierno de Isaías Medina Angarita se legalizaron los partidos políticos y se habilitó la fundación del primero del siglo XX, Acción Democrática, de corte antiimperialista, socialdemócrata y policlasista. AD alcanzó la presidencia en 1945 debido a su participación en el golpe de Estado contra Medina en conspiración con Marcos Pérez Jiménez, y luego a través de elecciones en 1958, ambas de la mano de Rómulo Betancourt, disidente gomecista y perezjimenista, esta última en coalición con Copei y la Unión Republicana Democrática (URD).
Acción Democrática gobernó Venezuela durante la presidencia de Raúl Leoni (1964-1969), Carlos Andrés Pérez (1974-1979; 1989-1993) y Jaime Lusinchi (1984-1989), siendo también dos senadores adecos presidentes durante un breve periodo entre 1993 y 1994, tras la destitución de Carlos Andrés Pérez (Octavio Lepage y Ramón J. Velásquez, este último bajo un esquema independiente con poder para legislar por decreto hasta las elecciones siguientes, debido a la crisis económica y política imperante).
El excandidato presidencial de la oposición al chavismo Manuel Rosales (2006) se inició en la política en AD, fundando más tarde su propio partido, Un Nuevo Tiempo.

## Democracia cristiana

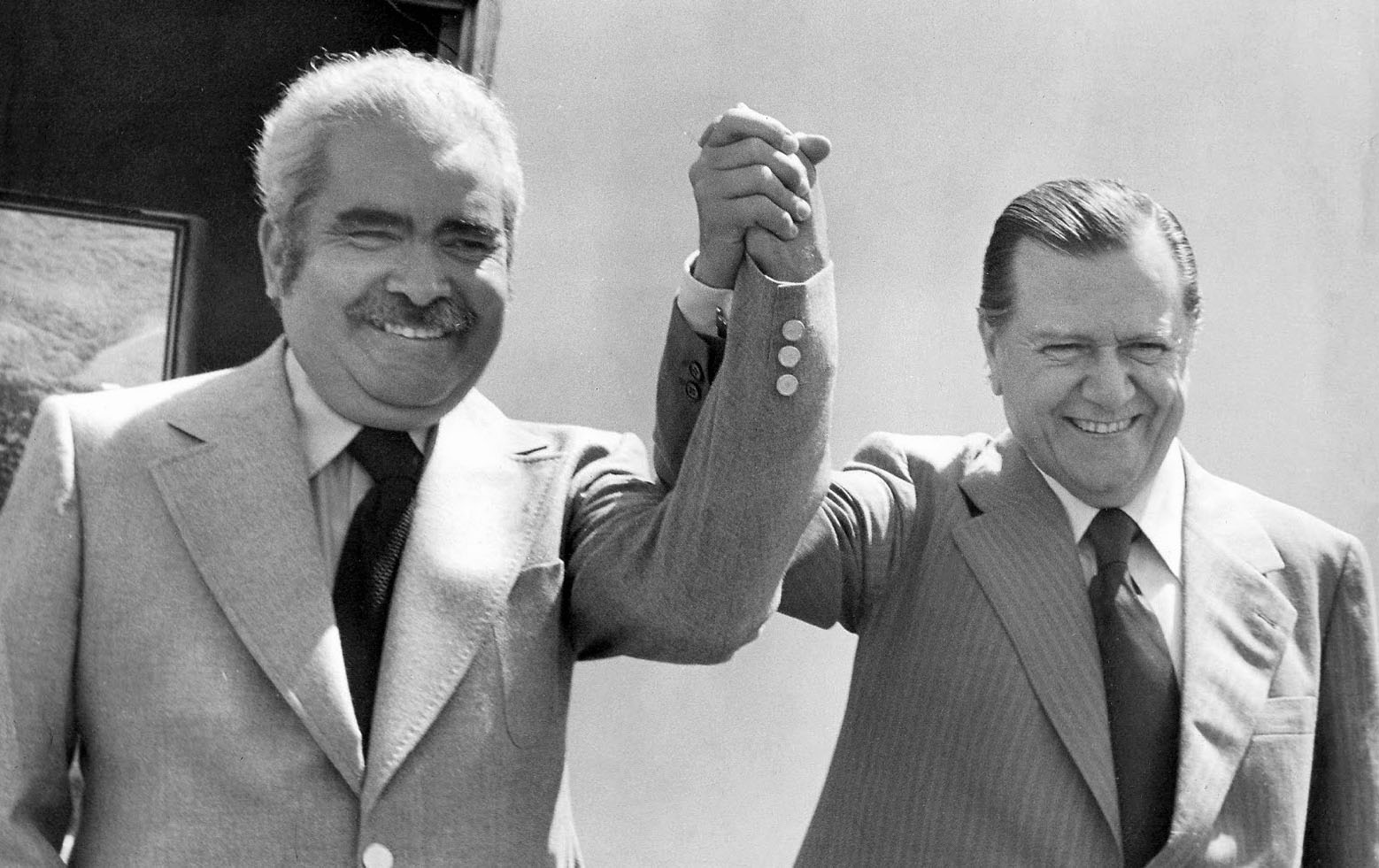
Luis Herrera Campíns y Rafael Caldera en 1978, presidentes demócratas cristianos.

El Comité Político Electoral Independiente (Copei) fue integrado por miembros antigomecistas de la Generación del 28 y llegó a la presidencia en 1969 con el primer gobierno de Rafael Caldera (1969-1974), teniendo un segundo y último gobierno con Luis Herrera Campíns (1979-1984), y Caldera un segundo gobierno (1994-1999) tras romper con su partido y fundar Convergencia. Los partidos políticos de izquierda fueron nuevamente legalizados en el primer gobierno de Caldera.

## Otros

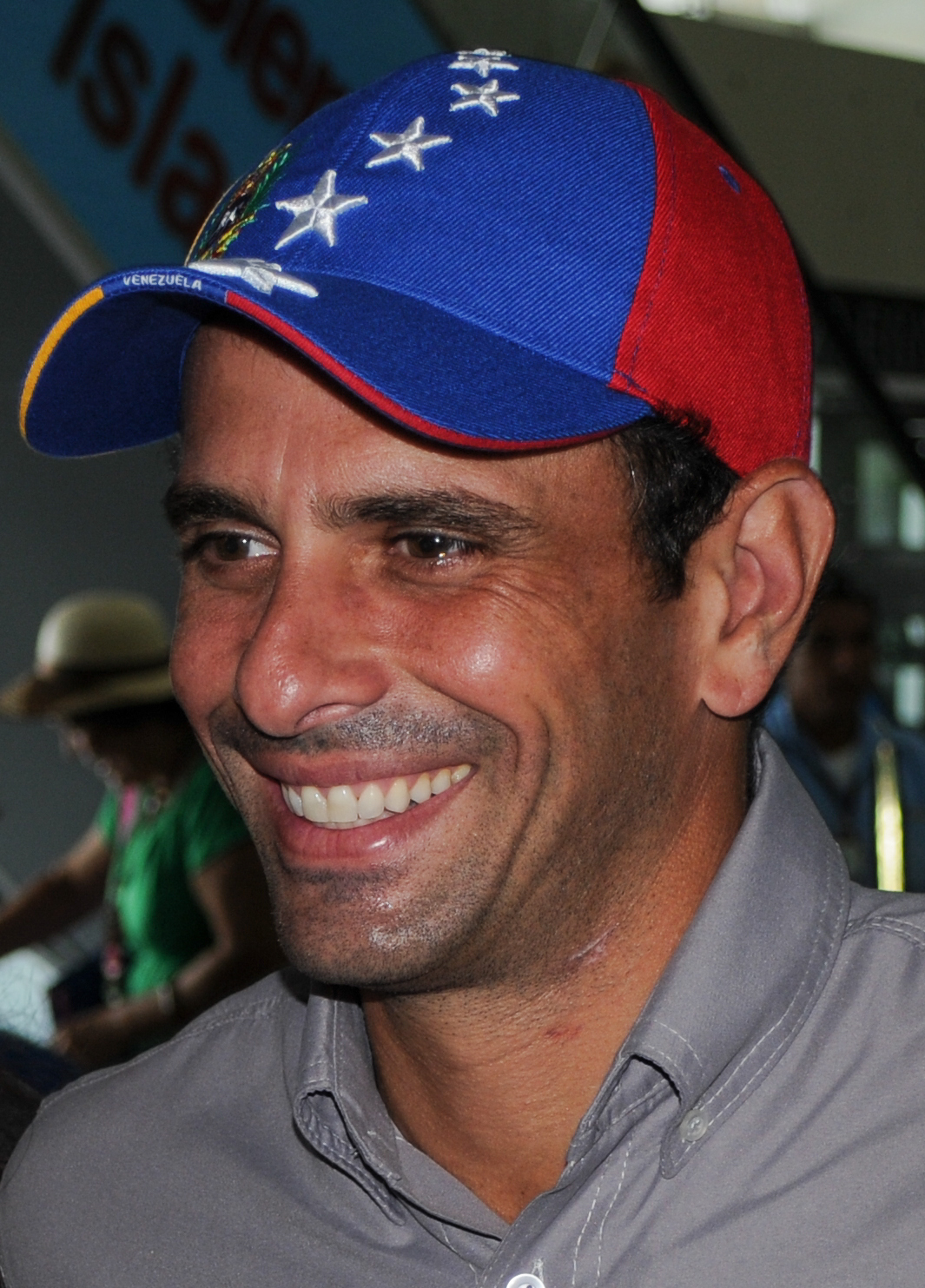
Henrique Capriles se identificaba de centroizquierda en 2013.

El partido Primero Justicia (PJ) surgió de una división de Copei, y se adscribe al centro humanista. Según El Faro, su líder, el expresidente de la Cámara de Diputados del Congreso, Henrique Capriles, se inició en la derecha y para 2013 se sentía «cómodo» con ser ubicado en la centroizquierda. Capriles fue el candidato presidencial de la oposición al chavismo en 2012 y 2013.
El partido Voluntad Popular (VP) surgió de una división de PJ y ha sido considerado de derechas, del centro y de centroizquierda simultáneamente. El entonces presidente de la Asamblea Nacional, Juan Guaidó, perteneciente a VP, lideró a Venezuela del lado de la oposición durante la crisis presidencial entre 2019 y 2023, exiliándose en Estados Unidos ese último año.

## Intervenciones a partidos identificados de centro político
A partir del gobierno de Nicolás Maduro se han intervenido partidos políticos del autoproclamados en el espectro del centro político, como Copei, AD, Primero Justicia, y Voluntad Popular.